# Coptotettix longtanensis
Coptotettix longtanensis är en insektsart som beskrevs av Zheng, Z. och G. Jiang 2004. Coptotettix longtanensis ingår i släktet Coptotettix och familjen torngräshoppor. Inga underarter finns listade i Catalogue of Life.